# Đơn buốt
Đơn buốt hay còn gọi là đơn kim, quỷ châm, song nha lông, xuyến chi (danh pháp hai phần: Bidens pilosa) là một loài thực vật có hoa thuộc chi Bidens, họ Cúc (Asteraceae) được L. mô tả khoa học lần đầu năm 1753.
Đơn buốt là cây thân thảo hàng năm, mọc bụi, cao đến 1m. Lá đơn mọc đối, phiến lá xẻ thùy sâu tận gân tạo thành 3 thùy phiến trông như lá chét, thùy phiến bìa có răng cưa, có thể có lông thưa hoặc không. Hoa tự hình đầu với 5 cánh tràng giả từ lá bắc màu trắng tạo thành "hoa" như thường thấy. Hoa thật sự của đơn buốt lưỡng tính, xếp trên hoa đầu, có tràng hoa hình ống màu vàng, thường nhìn nhầm thành "nhụy vàng" của hoa tự. Quả dạng quả bế, có 2 móc ngọn dùng phát tán qua động vật và con người.
Bộ nhiễm sắc thể n = 12.
Cây phân bổ nơi đất hoang ven đường.

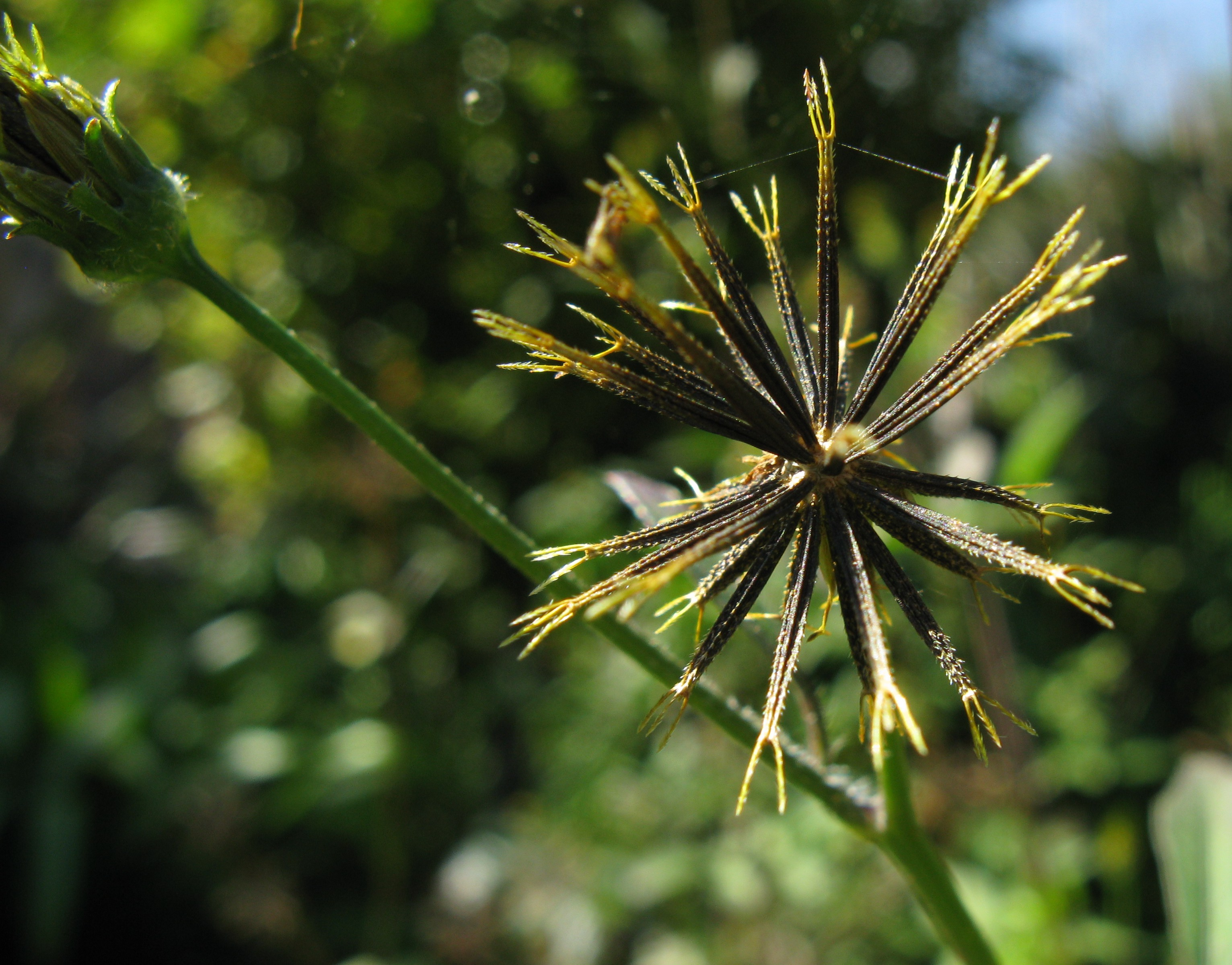
Quả dạng bế có 2 móc

## Sử dụng
Ở một số nơi trên thế giới, người ta dùng đơn buốt làm nguồn thực phẩm và cây thuốc. Ở vùng hạ Sahara thuộc châu Phi, mầm cây và lá non được dùng như một loại rau, ở dạng tươi và khô. Tại châu Á, ngọn non có thể ăn được như xào tỏi hoặc nấu canh.